# Piper cyphophyllopse
Piper cyphophyllopse är en pepparväxtart som beskrevs av Trel. & Yunck.. Piper cyphophyllopse ingår i släktet Piper och familjen pepparväxter. Utöver nominatformen finns också underarten P. c. brevipes.